# Austrolimnophila (Austrolimnophila) polydamas
Austrolimnophila (Austrolimnophila) polydamas is een tweevleugelige uit de familie steltmuggen (Limoniidae). De soort komt voor in het Australaziatisch gebied.